# مهمان این آقایان
مهمان این آقایان کتابی‌است از م. ا. به‌آذین که خاطرات زندان او در سال ۱۳۵۰ است. او کتاب‌های مهمان برادران و بار دیگر و این بار را هم در مورد زندان نوشت.